# Blue Ivy
Blue Ivy Carter (Nueva York, 7 de enero de 2012) es una actriz y cantante estadounidense. Es hija de Beyoncé y Jay-Z. Se convirtió en la persona más joven en ganar un BET Award a la edad de ocho años tras ganar el BET HER Award en 2020 por su colaboración en "Brown Skin Girl", junto a su madre Beyoncé, WizKid y Saint Jhn. Ganó un NAACP Image Award por esa misma canción. 
En 2021, se convirtió en la segunda persona más joven en ganar un Premio Grammy por su participación en la mencionada canción.
Hija de la cantante Beyoncé y el rapero Jay-Z, Carter ha vivido a la luz de los focos toda su vida y ha estado sujeta a representaciones mediáticas, incluyendo en Saturday Night Live y RuPaul's Drag Race.
Grammy 2024

## Biografía
Blue Ivy Carter nació el 7 de enero de 2012 en Lenox Hill Hospital en Nueva York. CBS escribió que Carter era "probablemente el bebé más famoso del mundo, junto al príncipe Jorge y North West", la hija mayor de Kim Kardashian y Kanye West.  Desde su nacimiento, sus padres han "trabajado para asegurar una marca comercial del nombre de su hija para todo, incluyendo libros, champús, videojuegos y más." Beyonce argumentó que Carter es un "icono cultural". A través de su madre, Carter es nieta de Tina Knowles y Mathew Knowles. La tía materna de Carter es la cantante Solange Knowles. Carter ha atraído atención mediática desde su nacimiento debido a sus padres y familiares. Llamada la "princesa del pop" por Rolling Stone, Carter apareció llorando en la canción "Glory", lanzada tan solo dos días después de que naciera a modo de celebración. Debido a "Glory", Carter es la persona más joven en posicionarse en la lista Billboard.
En 2012, la ciudad de Hvar, Croatia nombró a Carter ciudadana honoraria. Sus padres habían visitado la ciudad poco antes del nacimiento de Carter, donde Beyoncé consideró por primera vez llamarla Blue Ivy.
En agosto de 2014, Carter se unió a su padre Jay-Z en el escenario en los MTV Video Music Awards, donde le entregaron a Beyoncé el Michael Jackson Video Vanguard Award. Carter ha continuado asistiendo a ceremonias de premios desde entonces, incluyendo los 2016 MTV Video Music Awards, donde hizo primeras planas por el coste de la ropa que llevó.
En 2018, Carter comenzó su primer año en The Center for Early Education, un colegio privado en West Hollywood, Los Angeles.
En enero de 2020, poco antes de su ocho cumpleaños, la rapera Megan Thee Stallion publicó fotos en su Instagram y Twitter de ella misma, Beyoncé, y Carter. La escritora de Vanity Fair, K. Austin Collins contestó, "Tengo la sensación de que los genes faciales de Jay-Z van a golpear a Blue Ivy pronto y lo siento mucho por ella." La editora web de Harper's Bazaar, Violet Lucca contestó al tuit, declarando "Aún no lo han hecho (los genes)? O simplemente se hará cirugía plástica a los 16 como Kylie Jenner y todo pretenderemos que siempre fue así… No me puedo permitir sentirme mal por los increiblemente ricos!" A las dos se las criticó, lo que llevó a una disculpa pública y a que las dos borraran sus comentarios.
En 2020, Carter cantó "Brown Skin Girl", ganando premios y condecoraciones por su desempeño. Fue la persona más joven en recibir un BET Award al recibir un BET HER Award. También se le otorgó un Soul Train Music Award for The Ashford & Simpson Songwriter's Award, como también un premio por Dúo, grupo o colaboración Extraordinaria en la ceremonia de los NAACP Image Awards 2020.
Las revistas Page Six y OK! publican sobre Carter a menudo, incluyendo su asistencia a partidos de baloncesto y a alfombras rojas.

### Representaciones culturales de Carter
En febrero de 2012, Saturday Night Live parodió a la recién nacida Carter con Justin Timberlake haciendo de Bon Iver. En enero de 2013, Saturday Night Live emitió una parodia de Carter y Beyoncé, donde la cuna de Cartar estaba "forrado con una de las pelucas más finas de Diana Ross."
En 2018, Carter fue sujeta a la parodia de la drag queen The Vixen en el episodio Snatch Game de RuPaul's Drag Race en la temporada 10. Into declaró que la caracterización fue de una "mocosa... sin entrar en matices."

### Escritos sobre Carter
En 2012, Jaclyn Friedman fue sujeta a criticismo por su artículo, Unsolicited Advice For Blue Ivy, por parte de mujeres de ascendencia africanas por su tono racista. Friedman pidió una disculpa pública en su blog poco después, y donó la tasa de lo que ganó por el artículo a SisterSong, un grupo activista que apoya a mujeres de color.